# Basilius Monner
Basilius Monner (auch: Basilius Vimariensis, Regulus Selinus; * um 1500 in Weimar; † 16. Januar 1566 in Jena) war ein deutscher Rechtswissenschaftler.

## Leben
In seiner Jugend war Monner in den Augustinerorden eingetreten. Während der Zeit der Wittenberger Bewegung immatrikulierte er sich am 16. Oktober 1521 an der Universität Wittenberg. 1524 findet man ihn als Rektor der Lateinschule in Gotha. In diesem Amt war er elf Jahre lang tätig und absolvierte während dieser Zeit den akademischen Grad eines Magisters der sieben freien Künste in Jena. Nach Jena hatte man ein Teil der Wittenberger Akademie 1527 aufgrund der Pest verlegt.
1535 nahm er ein Studium der Rechte an der Wittenberger Hochschule auf und reiste während dieser Zeit 1538 als Gesandter der Protestanten nach Frankreich. Am 11. Oktober 1538 kam er wieder nach Wittenberg zurück, wo er am 16. Januar 1539 zum Doktor der Rechte promovierte. Im Februar 1539 wird er in Wittenberg Mitglied einer neu gegründeten Kommission, aus der 1542 mit der ersten evangelischen Konsistorialordnung, das Wittenberger Konsistorium entstehen sollte. Jene Institution ist der Ursprung aller evangelischen Konsistorien.
Einer seiner ersten Aufgaben war dort ein Referat über die Gültigkeit eines heimlichen Verlöbnisses. In dieser Frage scheint Monner unsicher gewesen zu sein, er zog daher Martin Luther zu Rate, bei dem er während seiner Studienzeit eine Unterkunft gefunden hatte (deshalb wird er auch in Luthers Tischreden im August 1537 – in Begleitung Melanchthons – als "Magister Basilius" erwähnt). Luther antwortete ihm, derlei Verlöbnisse seien als nichtig zu behandeln, da auch die Eltern ein Mitspracherecht hätten. Luther lehnte in diesem Zusammenhang das kanonische Recht, den Canon Sufficiat, als gottlos ab. Jenes Ereignis scheint auch Monner in seinen späteren Schriften beeinflusst zu haben.
Seine Tätigkeit in der Kommission war jedoch nur von kurzer Dauer. Am 10. Oktober 1539 wurde er Rat Johann Friedrichs von Sachsen und Erzieher seiner Söhne. In dieser Funktion erlebte er unter anderem die Niederlage der kurfürstlichen Linie der Ernestiner in der Schlacht bei Mühlberg und den Verlust der Kurwürde durch die Wittenberger Kapitulation. Nachdem Monner am 30. September 1554 die Ausbildung des Herzogs Johann Friedrich III. von Sachsen abgeschlossen hatte, ging er im Herbst 1554 an das neu eingerichtete "Gymnasium" (das heißt, eine Hohe Schule, die aber noch nicht die kaiserlichen Privilegien für Universitäten erhielt) in Jena, als Gymnasialprofessor der Rechtswissenschaften. Hier wirkte er unter anderem neben Gregor Brück. Als Beteiligter des am Wormser Religionsgespräch von 1557, erlebte er am 15. August 1557 die Erhebung der Hohen Schule zur Universität Jena. Nachdem die Salana am 2. Februar 1558 die Lehrtätigkeit aufgenommen hatte, wirkte er neben Matthias Wesenbeck als einer ihrer ersten Lehrer an der juristischen Fakultät, mit dem er gemeinsam über die Institutionen las. Monner arbeitete besonders auf dem Gebiet des protestantischen Eherechts. Dabei verstand er die althergebrachten Grundlagen des Kanonischen Eherechts mit den neuen Anforderungen der Reformationszeit zu verbinden und stützte sich auf das römische Eherecht.
Monner übernahm auch organisatorische Aufgaben an der Jenaer Hochschule und war im Wintersemester 1557/58 Rektor der Jenaer Akademie. Außerdem war er Anhänger der in Jena stark vertretenen Gnesiolutheraner, blieb allerdings von den ab den 1560er Jahren einsetzenden Maßnahmen gegen Flacius und seine Anhänger verschont.
Während einige Schriften Monners sich mit dem Widerstandsrecht gegen Obrigkeiten oder der Rechtmäßigkeit des Schmalkaldischen Krieges beschäftigen, liegt das Hauptgebiet seiner Arbeiten bei der Ausbildung eines protestantischen Eherechts, das das kanonische Recht zwar nutzte, sich aber in seinen Grundlegungen unabhängig von der päpstlichen Rechtslehre machte.
Genealogisch wäre anzumerken, dass sich Monner mit Catharina Wend (* 1523 in Arnstadt; † 16. Mai 1594 in Jena), der Tochter des Arnstädter Bürgermeisters Andreas Wend verheiratet hatte. Aus der Ehe stammen Kinder. Von diesen kennt man Basilius Monner (* Weimar; † 17. Mai 1563 in Jena), Christoph Monner, Katharina Monner (* 10. Dezember 1547 in Weimar; † 4. Oktober 1631 in Jena) verh. I mit Prof. Johann Mylius, († 3. Juli 1575 in Jena) verh. II 1579 Prof. Jacob Flach (4. November 1537 in Jena; † 19. Juli 1611 ebd.) und Maria Monner (* 1550; † 24. Mai 1609 in Jena),  Monner verh. I mit dem Kellermeister Simon Stöpfel in Weimar, verh. II mit dem Jenaer Prof. Justus Ludwig Brysomann (* um 1525 in Triptis; † 19. August 1585 in Jena), verh. III 1590 mit dem Leipziger Ratsherr Melchior Brauer (um 1556 in Leipzig; † 3. September 1600 ebd.). Monners Witwe heiratete nach seinem Tod den Mediziner Johannes von Schröter (um 1515–1595).

## Werkauswahl
- Tractatus de matrimonio et clandestinis conjugiis. Jena 1561, 1603 (Online)
- De clandestinis conjugiis. Jena 1604
- Quod Defensio Sit Ex Lege Naturale. Von der Defension und Gegenwehr, ob man sich wieder der Obrigkeit Tyranny und unrecht Gewalt mit … 1546, 1632
- De matrimonio breuis et methodica explicatio. 1561
- Orationes tres pro legibus. Frankfurt 1560
- Von der Defension vu Gegenwehre/ Ob man sich wider der Oberkeit Tyranney vnd vnrechte Gewalt wehren/ vnd gewalt mit gewalt Jure vertreiben muge, Erfurt 1546